# HMS Queen (D19)
Авіаносець «Квін» (англ. HMS Queen (D19))) — ескортний авіаносець США часів Другої світової війни типу «Боуг» (2 група, тип «Ameer»/«Ruler»), переданий ВМС Великої Британії за програмою ленд-лізу.

## Історія створення
Авіаносець «Квін» був закладений 12 березня 1943 року на верфі «Seattle-Tacoma Shipbuilding Corporation» під назвою «USS St. Andrews (CVE-49)». Спущений на воду 2 серпня 1943 року. Переданий ВМС Великої Британії, вступив у стрій під назвою «Квін» 7 грудня 1943 року.

## Історія служби
Після вступу у стрій «Квін» перейшов у Англію у травні 1944 року, де використовувався як навчальний авіаносець.
У січні 1945 року «Квін» бу включений до складу Флоту Метрополії та залучався до 4 операцій зі знищення судноплавства біля берегів Норвегії (березень-травень 1945 року).
Після капітуляції Німеччини «Квін» супроводжував останній арктичний конвой JW-67/RA-67 (травень 19045 року). 
31 жовтня 1946 року авіаносець «Квін» був повернутий США, де був виключений зі списків флоту. У 1947 році корабель був проданий голландській фірмі «N.V. Stoomv, Maats, Nederland Co» і переобладнаний на торгове судно «Roebiah». У 1967 році корабель був перейменований на «President Marcos», у 1972 році - на « Lucky One».
У тому ж році корабель був проданий на злам на Тайвані.